# 楓樹腳 (新北市)
楓樹腳，位於台灣新北市泰山區東北部，範圍為楓樹里東大半部，其西界大致為楓江路83巷、86巷、塭子圳、興利橋南側不遠處的東西向橫線。

## 歷史
台灣清治末期至日治前期，楓樹腳地區為一街庄，稱為「楓樹腳庄」，隸屬於八里坌堡。該庄北與水碓庄為鄰，東與新塭庄為鄰，南邊為中港厝庄，西南邊一小段與頂田心仔庄為界，西邊為山腳庄。
1920年（日治大正九年），該庄改制為「楓樹腳」大字，隸屬於臺北州新莊郡新莊街，大字下有「楓樹腳」、「下田心」小字名。戰後新莊街改制為新莊鎮，隸屬於臺北縣，大字改制為里，楓樹腳地區併入山腳里。1950年3月泰山、新莊分治，山腳里改隸屬於新成立的泰山鄉，並改制為村，其東半部拆分出楓樹村。2010年12月臺北縣改制為新北市，泰山鄉改制為泰山區，村再度改制為里。

## 交通
省道台1線大致以北北東—南南西走向經過本地區南端，往東可經新莊、三重前往臺北、基隆，往西南可前往桃園、新竹及中南部地區。